# Brennan Ward
Brennan Ward (New London, 28 de junho de 1988) é um lutador norte-americano de artes marciais mistas, atualmente ele compete no peso-meio-médio do Bellator MMA.

## Biografia
Ward nasceu e cresceu em Waterford, Connecticut. Ele competiu no wrestling na Waterford High School, se formando em 2006, antes de continuar sua carreira na Johnson & Wales University, onde foi Division III. Na Johnson & Wales, Ward demonstrou seus talentos, ganhando o prêmio de All-American e também foi finalista do país em sua categoria, após ganhar o título de New England.

## Carreira no MMA

### Começo da carreira
Ward começou sua carreira profissional em 2008, mas só se tornou ativo em 2012. Ele lutou principalmente para a promoção de Rhode Island Classic Entertainment and Sports (CES MMA).
Com um recorde de quatro vitórias e nenhuma derrota, Ward assinou com o Bellator.

### Bellator MMA
Ward era esperado para fazer sua estréia contra Valter Roberto em 16 de Novembro de 2012 no Bellator 81. Porém, Roberto foi substituído por Sam McCoy devido a motivos desconhecidos. Ward ganhou por nocaute no primeiro round.
Ward enfrentou Aaron Johnson em 14 de Fevereiro de 2013 no Bellator 89. Ele sofreu sua primeira derrota na carreira por finalização aos 15 segundos do primeiro round.
Ward era esperado para enfrentar Vadiano La Luz em 28 de Fevereiro de 2013 no Bellator 91. Porém, La Luz foi substituído por Yair Moguel por motivos desconhecidos. Ward venceu por finalização com um mata-leão no primeiro round.
Ward era esperado para enfrentar Dave Vitkay em 7 de Setembro de 2013 no Bellator 98. Porém, ele foi chamado para substituir Andreas Spång contra Justin Torrey nas quartas de final do Torneio de Médios da 9ª Temporada no mesmo evento. Ward venceu por nocaute técnico no segundo round e avançou as semifinais.
Ward era esperado para enfrentar Perry Filkins na semifinal em 4 de Outubro de 2013 no Bellator 102. Filkins, porém, se lesionou e foi substituído por Joe Pacheco. Ward venceu a luta por finalização no segundo round.
Ward enfrentou Mikkel Parlo na final em 8 de Novembro de 2013 no Bellator 107. Ele venceu a luta por nocaute técnico no segundo round. Ganhando assim uma chance de disputar o cinturão da categoria.
A luta pelo Cinturão Peso Médio do Bellator contra o campeão Alexander Shlemenko aconteceu em 28 de Março de 2014 no Bellator 114. Após um ótimo primeiro round, Ward foi pego em uma guilhotina no segundo round, perdendo assim a luta por finalização.
Ele agora estreará no Peso Meio Médio contra Jesse Juarez em 27 de Fevereiro de 2015 no Bellator 134. Porém, Ward foi promovido ao card principal para substituir Michael Page e enfrentar seu oponente Curtis Millender. Ele venceu por finalização.
Ward enfrentou Gavin Sterritt em 17 de Julho de 2015 no Bellator 140 e o venceu por nocaute ainda no primeiro round.

## Vida pessoal
Em 4 de julho de 2016, Brennan Ward foi preso pela polícia de Waterford, sobre a acusação de perturbação da ordem pública, interferindo com um policial, ameaçando um oficial de segurança pública e agressão a um oficial de segurança pública.

## Campeonatos e realizações

### Wrestling amador
- National Collegiate Athletic Association[14]
  - All-American da NCAA Division III pela Johnson & Wales University (2010)
  - NCAA Division III 184 lb: Finalista pela Johnson & Wales University (2010)
- New England Wrestling Association
  - Título da NEWA 184 lb: Campeão pela Johnson & Wales University (2011)
- Ithaca College Athletics
  - Ithaca College Invitational 184 lb: Campeão pela Johnson & Wales University (2009)[15]
  - Ithaca College Invitational 197 lb: 3° colocado pela Johnson & Wales University (2010)[16]

### Artes marciais mistas
- Bellator MMA
  - Vencedor do Torneio de Médios da 9ª Temporada do Bellator

## Cartel no MMA
| Cartel no MMA   |             |            |
| 18 lutas        | 13 vitórias | 5 derrotas |
| Por nocaute     | 8           | 2          |
| Por finalização | 4           | 3          |
| Por decisão     | 1           | 0          |

| Res.    | Cartel | Oponente            | Método                           | Evento                               | Data       | Round | Tempo | Local                     | Notas                                                  |
| ------- | ------ | ------------------- | -------------------------------- | ------------------------------------ | ---------- | ----- | ----- | ------------------------- | ------------------------------------------------------ |
| Derrota | 14-6   | Fernando Gonzalez   | Finalização (guilhotina)         | Bellator 182: Koreshkov vs. Njokuani | 25/08/2017 | 3     | 1:02  | Verona, Nova Iorque       |                                                        |
| Derrota | 14-5   | Paul Daley          | Nocaute (joelhada voadora)       | Bellator 170                         | 21/01/2017 | 1     | 2:27  | Inglewood, Califórnia     |                                                        |
| Vitória | 14-4   | Saad Awad           | Nocaute (socos)                  | Bellator 163                         | 04/11/2016 | 1     | 1:26  | Uncasville, Connecticut   |                                                        |
| Derrota | 13-4   | Evangelista Santos  | Finalização (chave de calcanhar) | Bellator 153                         | 22/4/2016  | 1     | 0:30  | Uncasville, Connecticut   |                                                        |
| Vitória | 13-3   | Ken Hasegawa        | Finalização (mata-leão)          | Rizin Fighting Federation 2          | 31/12/2015 | 2     | 1:52  | Saitama                   |                                                        |
| Vitória | 12-3   | Dennis Olson        | Nocaute (socos)                  | Bellator 144                         | 23/10/2015 | 1     | 2:06  | Uncasville, Connecticut   |                                                        |
| Vitória | 11-3   | Roger Carroll       | Nocaute (soco)                   | Bellator 140                         | 17/07/2015 | 1     | 2:06  | Uncasville, Connecticut   |                                                        |
| Vitória | 10-3   | Curtis Millender    | Finalização (mata-leão)          | Bellator 134                         | 27/02/2015 | 1     | 1:39  | Uncasville, Connecticut   |                                                        |
| Derrota | 9-3    | Tamdan McCrory      | Nocaute (socos)                  | Bellator 123                         | 05/09/2014 | 1     | 0:21  | Uncasville, Connecticut   |                                                        |
| Derrota | 9-2    | Alexander Shlemenko | Finalização (guilhotina)         | Bellator 114                         | 28/03/2014 | 2     | 1:22  | West Valley City, Utah    | Pelo Cinturão Peso Médio do Bellator.                  |
| Vitória | 9–1    | Mikkel Parlo        | Nocaute Técnico (socos)          | Bellator 107                         | 08/11/2013 | 2     | 1:39  | Thackerville, Oklahoma    | Final do Torneio de Médios da 9ª Temporada.            |
| Vitória | 8–1    | Joe Pacheco         | Finalização (guilhotina)         | Bellator 102                         | 04/10/2013 | 2     | 2:41  | Visalia, California       | Semifinal do Torneio de Médios da 9ª Temporada.        |
| Vitória | 7–1    | Justin Torrey       | Nocaute Técnico (socos)          | Bellator 98                          | 07/09/2013 | 2     | 3:28  | Uncasville, Connecticut   | Quartas de Final do Torneio de Médios da 9ª Temporada. |
| Vitória | 6–1    | Yair Moguel         | Finalização (mata-leão)          | Bellator 91                          | 28/02/2013 | 1     | 0:57  | Rio Rancho, New Mexico    | Peso Casado 187 lb; Moguel não bateu o peso.           |
| Derrota | 5–1    | Aaron Johnson       | Finalização (chave de braço)     | Bellator 89                          | 14/02/2013 | 1     | 0:15  | Charlotte, North Carolina |                                                        |
| Vitória | 5–0    | Sam McCoy           | Nocaute (socos)                  | Bellator 81                          | 16/11/2012 | 1     | 2:49  | Kingston, Rhode Island    |                                                        |
| Vitória | 4–0    | Shedrick Goodridge  | Nocaute Técnico (socos)          | CES MMA: Real Pain                   | 06/10/2012 | 1     | 2:36  | Providence, Rhode Island  | Peso Casado 188 lb.                                    |
| Vitória | 3–0    | Harley Beekman      | Decisão (unânime)                | CES MMA: Never Surrender             | 13/04/2012 | 3     | 5:00  | Lincoln, Rhode Island     |                                                        |
| Vitória | 2–0    | Josh Mellen         | Nocaute Técnico (socos)          | CES MMA: Extreme Measures            | 03/02/2012 | 1     | 1:32  | Lincoln, Rhode Island     | Peso Casado 190 lb.                                    |
| Vitória | 1–0    | Mike Manna          | Nocaute Técnico (socos)          | USFL: War in the Woods 2             | 23/02/2008 | 1     | 2:15  | Ledyard, Connecticut      |                                                        |